# Префектура Тотторі
Префекту́ра Тотто́рі (яп. 鳥取県, とっとりけん, МФА: [tot̚.toɾʲi keɴ]?) — префектура в Японії, в регіоні Чюґоку, Темногір'я.  Розташована в західній частині острова Хоншю, на узбережжі Японського моря. Адміністративний центр префектури — Тотторі. Межує з префектурами Хьоґо, Окаяма, Сімане та Хіросіма. Заснована 1871 року на основі провінцій Хокі й Інаба. Площа становить 3507,28 км². Станом на 1 серпня 2011 року в префектурі мешкало 584 757 осіб. Густота населення складала 167 осіб/км². Основою економіки є сільське господарство й рибальство. 

## Історія
- Провінція Інаба
- Провінція Хокі

## Міста префектури
- Сакай-Мінато

## Туризм
- Пісковики Тотторі